# Bactrocera reflexa
Bactrocera reflexa är en tvåvingeart som först beskrevs av Drew 1971.  Bactrocera reflexa ingår i släktet Bactrocera och familjen borrflugor. Inga underarter finns listade.